# Élections législatives de 2002 en Haute-Savoie
Les élections législatives françaises de 2002 se déroulent les 9 et 16 juin 2002. Dans le département de la Haute-Savoie, cinq députés sont à élire dans le cadre de cinq circonscriptions.

## Élus
| Circonscription | Député sortant                                 | Parti | Parti    | Député élu ou réélu | Parti | Parti |
| --------------- | ---------------------------------------------- | ----- | -------- | ------------------- | ----- | ----- |
| 1re             | Bernard Accoyer                                |       | RPR      | Bernard Accoyer     |       | UMP   |
| 2e              | Bernard Bosson                                 |       | UDF (FD) | Bernard Bosson      |       | UDF   |
| 3e              | Michel Meylan                                  |       | UDF (AD) | Martial Saddier     |       | UMP   |
| 4e              | Claude Birraux                                 |       | UDF (FD) | Claude Birraux      |       | UMP   |
| 5e              | Jean-Marc Chavanne suppléant de Pierre Mazeaud |       | RPR      | Jean-Marc Chavanne  |       | UMP   |

## Résultats

### Résultats à l'échelle du département
| Parti                                            | Parti                                    | Premier tour | Premier tour | Second tour | Second tour | Sièges |
| Parti                                            | Parti                                    | Voix         | %            | Voix        | %           | Sièges |
| ------------------------------------------------ | ---------------------------------------- | ------------ | ------------ | ----------- | ----------- | ------ |
|                                                  | Union pour un mouvement populaire        | 80 371       | 31,12        | 114 249     | 53,39       | 4      |
|                                                  | Divers droite                            | 32 452       | 12,56        |             |             | 0      |
|                                                  | Union pour la démocratie française       | 23 045       | 8,92         | 24 423      | 11,41       | 1      |
|                                                  | Mouvement pour la France                 | 2 798        | 1,08         |             |             | 0      |
|                                                  | Majorité présidentielle                  | 138 666      | 53,68        | 138 672     | 64,81       | 5      |
|                                                  |                                          |              |              |             |             |        |
|                                                  | Parti socialiste                         | 38 254       | 14,81        | 50 846      | 23,76       | 0      |
|                                                  | Les Verts                                | 19 366       | 7,50         | 15 364      | 7,18        | 0      |
|                                                  | Parti communiste français                | 5 123        | 1,98         |             |             | 0      |
|                                                  | Pôle républicain                         | 3 072        | 1,19         | 0           |             |        |
|                                                  | Gauche parlementaire                     | 65 815       | 25,48        | 66 210      | 30,94       | 0      |
|                                                  |                                          |              |              |             |             |        |
|                                                  | Front national                           | 33 338       | 12,91        | 9 095       | 4,25        | 0      |
|                                                  | Divers                                   | 6 414        | 2,48         |             |             | 0      |
|                                                  | Extrême gauche dont LCR, LO et PT        | 6 311        | 2,44         | 0           |             |        |
|                                                  | Divers écologiste dont LT-LNÉ, MÉI et GÉ | 5 911        | 2,29         | 0           |             |        |
|                                                  | Mouvement national républicain           | 1 844        | 0,71         | 0           |             |        |
|                                                  |                                          |              |              |             |             |        |
| Inscrits                                         | Inscrits                                 | 424 332      | 100,00       | 424 328     | 100,00      | 5      |
| Abstentions                                      | Abstentions                              | 161 512      | 38,06        | 201 074     | 47,39       |        |
| Votants                                          | Votants                                  | 262 820      | 61,94        | 223 254     | 52,61       |        |
| Blancs et nuls                                   | Blancs et nuls                           | 4 521        | 1,72         | 9 277       | 4,16        |        |
| Exprimés                                         | Exprimés                                 | 258 299      | 98,28        | 213 977     | 95,84       |        |
| Source : Ministère de l'Intérieur - Haute-Savoie |                                          |              |              |             |             |        |

### Résultats par circonscription

#### Première circonscription (Annecy-Nord)
| Candidat       | Candidat                      | Parti             | Premier tour | Premier tour | Second tour | Second tour |  |
| Candidat       | Candidat                      | Parti             | Voix         | %            | Voix        | %           |  |
| -------------- | ----------------------------- | ----------------- | ------------ | ------------ | ----------- | ----------- |  |
|                | Bernard Accoyer sortant réélu | UMP               | 29 050       | 49,7         | 31 591      | 64,15       |  |
|                | Sylvie Gillet-de-Thorey       | PS                | 14 660       | 25,08        | 17 654      | 35,85       |  |
|                | Jacques Vassieux              | FN                | 6 770        | 11,58        |             |             |  |
|                | Yollande Trouillet            | MPF               | 1 099        | 1,88         |             |             |  |
|                | Patrice Abeille               | Régionaliste      | 1 045        | 1,79         |             |             |  |
|                | Betty Carvou                  | LT-LNÉ            | 978          | 1,67         |             |             |  |
|                | Bethsabé Lunel                | LCR               | 835          | 1,43         |             |             |  |
|                | Manuela Gomez                 | PCF               | 806          | 1,38         |             |             |  |
|                | Annie Duthoit                 | MÉI               | 796          | 1,36         |             |             |  |
|                | Jean-Paul Macé                | LO                | 457          | 0,78         |             |             |  |
|                | Olivier Burlats               | MNR               | 375          | 0,64         |             |             |  |
|                | Jean-Marie Sciangula          | RCF               | 348          | 0,6          |             |             |  |
|                | René Weosli                   | GÉ                | 321          | 0,55         |             |             |  |
|                | René Hamel                    | PT                | 275          | 0,47         |             |             |  |
|                | Jean-Pierre Besson            | Divers            | 266          | 0,46         |             |             |  |
|                | Marianna Pavlou               | Divers écologiste | 224          | 0,38         |             |             |  |
|                | Jean Sailland                 | Divers            | 145          | 0,25         |             |             |  |
|                | Michel Lassiouve              | UDF               | 1            | 0,0          |             |             |  |
|                |                               |                   |              |              |             |             |  |
| Inscrits       | Inscrits                      | Inscrits          | 92 173       | 100,00       | 92 173      | 100,00      |  |
| Abstentions    | Abstentions                   | Abstentions       | 32 553       | 35,32        | 41 302      | 44,81       |  |
| Votants        | Votants                       | Votants           | 59 620       | 64,68        | 50 871      | 55,19       |  |
| Blancs et nuls | Blancs et nuls                | Blancs et nuls    | 1 169        | 1,96         | 1 626       | 3,2         |  |
| Exprimés       | Exprimés                      | Exprimés          | 58 451       | 98,04        | 49 245      | 96,8        |  |

#### Deuxième circonscription (Annecy-Sud)
| Candidat       | Candidat                     | Parti            | Premier tour | Premier tour | Second tour | Second tour |  |
| Candidat       | Candidat                     | Parti            | Voix         | %            | Voix        | %           |  |
| -------------- | ---------------------------- | ---------------- | ------------ | ------------ | ----------- | ----------- |  |
|                | Bernard Bosson sortant réélu | UDF              | 23 044       | 47,61        | 24 423      | 61,38       |  |
|                | Thierry Billet               | Les Verts (PS)   | 11 649       | 24,07        | 15 364      | 38,62       |  |
|                | Marie-José Favre             | FN               | 5 570        | 11,51        |             |             |  |
|                | Henri Larget                 | Divers droite    | 1 136        | 2,35         |             |             |  |
|                | Evelyne Anthoine             | S&P              | 1 098        | 2,27         |             |             |  |
|                | Mauricette Charlet           | PCF              | 982          | 2,03         |             |             |  |
|                | Jeanne Martini               | LT-LNÉ           | 970          | 2            |             |             |  |
|                | Véronique Yvart              | LCR              | 913          | 1,89         |             |             |  |
|                | Laurent Callige              | Pôle républicain | 744          | 1,54         |             |             |  |
|                | Jeannine Houry               | LDI              | 615          | 1,27         |             |             |  |
|                | Roland Dufournet             | GÉ               | 529          | 1,09         |             |             |  |
|                | Marie-Christine Montastier   | MNR              | 465          | 0,96         |             |             |  |
|                | Edith Roche                  | LO               | 391          | 0,81         |             |             |  |
|                | Lina Urban                   | PT               | 193          | 0,4          |             |             |  |
|                | Jean-Louis Authosserre       | Divers           | 103          | 0,21         |             |             |  |
|                |                              |                  |              |              |             |             |  |
| Inscrits       | Inscrits                     | Inscrits         | 77 549       | 100,00       | 77 551      | 100,00      |  |
| Abstentions    | Abstentions                  | Abstentions      | 28 170       | 36,33        | 36 002      | 46,42       |  |
| Votants        | Votants                      | Votants          | 49 379       | 63,67        | 41 549      | 53,58       |  |
| Blancs et nuls | Blancs et nuls               | Blancs et nuls   | 977          | 1,98         | 1 762       | 4,24        |  |
| Exprimés       | Exprimés                     | Exprimés         | 48 402       | 98,02        | 39 787      | 95,76       |  |

#### Troisième circonscription (Bonneville)
| Candidat       | Candidat            | Parti             | Premier tour | Premier tour | Second tour | Second tour |  |
| Candidat       | Candidat            | Parti             | Voix         | %            | Voix        | %           |  |
| -------------- | ------------------- | ----------------- | ------------ | ------------ | ----------- | ----------- |  |
|                | Martial Saddier élu | UMP               | 14 459       | 30,94        | 27 537      | 75,17       |  |
|                | Dominique Martin    | FN                | 8 783        | 18,79        | 9 095       | 24,83       |  |
|                | Eric Fournier       | Divers droite     | 8 642        | 18,49        |             |             |  |
|                | Martine Léger       | Les Verts (PS)    | 7 717        | 16,51        |             |             |  |
|                | Alain Grévy         | RPF               | 2 105        | 4,5          |             |             |  |
|                | Gilbert Perrin      | PCF               | 1 260        | 2,7          |             |             |  |
|                | Geneviève Joly      | Pôle républicain  | 978          | 2,09         |             |             |  |
|                | Joseph Dupraz       | S&P               | 913          | 1,95         |             |             |  |
|                | André Jade          | LT-LNÉ            | 716          | 1,53         |             |             |  |
|                | Pierre Michallet    | LO                | 421          | 0,9          |             |             |  |
|                | Noël Métral         | MNR               | 269          | 0,58         |             |             |  |
|                | Emmanuel Bibollet   | MPF               | 268          | 0,57         |             |             |  |
|                | Emmanuel Villeneuve | Divers écologiste | 201          | 0,43         |             |             |  |
|                |                     |                   |              |              |             |             |  |
| Inscrits       | Inscrits            | Inscrits          | 78 067       | 100,00       | 78 066      | 100,00      |  |
| Abstentions    | Abstentions         | Abstentions       | 30 685       | 39,31        | 38 465      | 49,27       |  |
| Votants        | Votants             | Votants           | 47 382       | 60,69        | 39 601      | 50,73       |  |
| Blancs et nuls | Blancs et nuls      | Blancs et nuls    | 650          | 1,37         | 2 969       | 7,5         |  |
| Exprimés       | Exprimés            | Exprimés          | 46 732       | 98,63        | 36 632      | 92,5        |  |

#### Quatrième circonscription (Annemasse)
| Candidat       | Candidat                     | Parti            | Premier tour | Premier tour | Second tour | Second tour |  |
| Candidat       | Candidat                     | Parti            | Voix         | %            | Voix        | %           |  |
| -------------- | ---------------------------- | ---------------- | ------------ | ------------ | ----------- | ----------- |  |
|                | Claude Birraux sortant réélu | UMP              | 16 917       | 35,28        | 24 541      | 62,81       |  |
|                | Dominique Lachenal           | PS               | 9 840        | 20,52        | 14 532      | 37,19       |  |
|                | Raymond Bardet               | Divers droite    | 9 695        | 20,22        |             |             |  |
|                | Joëlle Regairaz              | FN               | 5 800        | 12,1         |             |             |  |
|                | Bernard Muraz                | PCF              | 908          | 1,89         |             |             |  |
|                | Maryse Creveau               | LCR              | 859          | 1,79         |             |             |  |
|                | Josefa Carvou                | LT-LNÉ           | 773          | 1,61         |             |             |  |
|                | Jean-Marc Jacquier           | S&P              | 654          | 1,36         |             |             |  |
|                | Lucie Gomes-Muffat           | Pôle républicain | 629          | 1,31         |             |             |  |
|                | Fabienne Noble               | Divers           | 415          | 0,87         |             |             |  |
|                | Laurent Natale               | GÉ               | 403          | 0,84         |             |             |  |
|                | Christian Prior              | LO               | 382          | 0,8          |             |             |  |
|                | Robert Lamoise               | MNR              | 352          | 0,73         |             |             |  |
|                | Myriam Ravasi                | MPF              | 319          | 0,67         |             |             |  |
|                |                              |                  |              |              |             |             |  |
| Inscrits       | Inscrits                     | Inscrits         | 81 139       | 100,00       | 81 136      | 100,00      |  |
| Abstentions    | Abstentions                  | Abstentions      | 32 542       | 40,11        | 40 722      | 50,19       |  |
| Votants        | Votants                      | Votants          | 48 597       | 59,89        | 40 414      | 49,81       |  |
| Blancs et nuls | Blancs et nuls               | Blancs et nuls   | 651          | 1,34         | 1 341       | 3,32        |  |
| Exprimés       | Exprimés                     | Exprimés         | 47 946       | 98,66        | 39 073      | 96,68       |  |

#### Cinquième circonscription (Thonon-les-Bains)
| Candidat       | Candidat                         | Parti            | Premier tour | Premier tour | Second tour | Second tour |  |
| Candidat       | Candidat                         | Parti            | Voix         | %            | Voix        | %           |  |
| -------------- | -------------------------------- | ---------------- | ------------ | ------------ | ----------- | ----------- |  |
|                | Jean-Marc Chavanne sortant réélu | UMP              | 19 945       | 35,13        | 30 580      | 62,1        |  |
|                | Frédéric Zory                    | PS               | 13 754       | 24,23        | 18 660      | 37,9        |  |
|                | Jean Denais                      | Divers droite    | 9 833        | 17,32        |             |             |  |
|                | Martine Chatel                   | FN               | 6 415        | 11,3         |             |             |  |
|                | Pierre Mudry                     | S&P              | 1 427        | 2,51         |             |             |  |
|                | Brigitte Bapt-Dufresne           | PCF              | 1 167        | 2,06         |             |             |  |
|                | Emmanuel Heinis                  | Divers droite    | 1 041        | 1,83         |             |             |  |
|                | Pierre Boulet                    | LCR              | 974          | 1,72         |             |             |  |
|                | Réjean Frison                    | Pôle républicain | 721          | 1,27         |             |             |  |
|                | Natacha Baconnet                 | LO               | 611          | 1,08         |             |             |  |
|                | Éric Decottégnie                 | MPF              | 497          | 0,88         |             |             |  |
|                | Serge Contoux                    | MNR              | 383          | 0,67         |             |             |  |
|                |                                  |                  |              |              |             |             |  |
| Inscrits       | Inscrits                         | Inscrits         | 95 404       | 100,00       | 95 402      | 100,00      |  |
| Abstentions    | Abstentions                      | Abstentions      | 37 562       | 39,37        | 44 583      | 46,73       |  |
| Votants        | Votants                          | Votants          | 57 842       | 60,63        | 50 819      | 53,27       |  |
| Blancs et nuls | Blancs et nuls                   | Blancs et nuls   | 1 074        | 1,86         | 1 579       | 3,11        |  |
| Exprimés       | Exprimés                         | Exprimés         | 56 768       | 98,14        | 49 240      | 96,89       |  |